# La Bernerie-en-Retz
La Bernerie-en-Retz (bretonisch: Kerverner-Raez; Gallo: Bèrneriy) ist eine französische Gemeinde mit 3.523 Einwohnern (Stand: 1. Januar 2022) im Département Loire-Atlantique in der Region Pays de la Loire. Sie gehört zum Arrondissement Saint-Nazaire und zum Kanton Pornic. Die Einwohner werden Berneriens genannt.

## Geographie
La Bernerie-en-Retz liegt etwa 46 Kilometer südwestlich von Nantes in der Landschaft Pays de Retz an der Grenze zum Pays Nantais an der Atlantikküste. Hier wird der Wein im Anbaugebiet Gros Plant du Pays Nantais produziert. Umgeben wird La Bernerie-en-Retz von den Nachbargemeinden Pornic im Norden und Osten sowie Les Moutiers-en-Retz im Süden und Südosten.

## Bevölkerungsentwicklung
| Jahr                       | 1962 | 1968 | 1975 | 1982 | 1990 | 1999 | 2006 | 2017 |
| -------------------------- | ---- | ---- | ---- | ---- | ---- | ---- | ---- | ---- |
| Einwohner                  | 1593 | 1683 | 1735 | 1799 | 1828 | 2141 | 2499 | 2968 |
| Quellen: Cassini und INSEE |      |      |      |      |      |      |      |      |

## Sehenswürdigkeiten
- Kirche Notre-Dame de Bon-Secours aus dem 19. Jahrhundert
- Villa Sainte-Croix, um 1890 erbaut
- Villa La Garenne, im 19. Jahrhundert erbaut

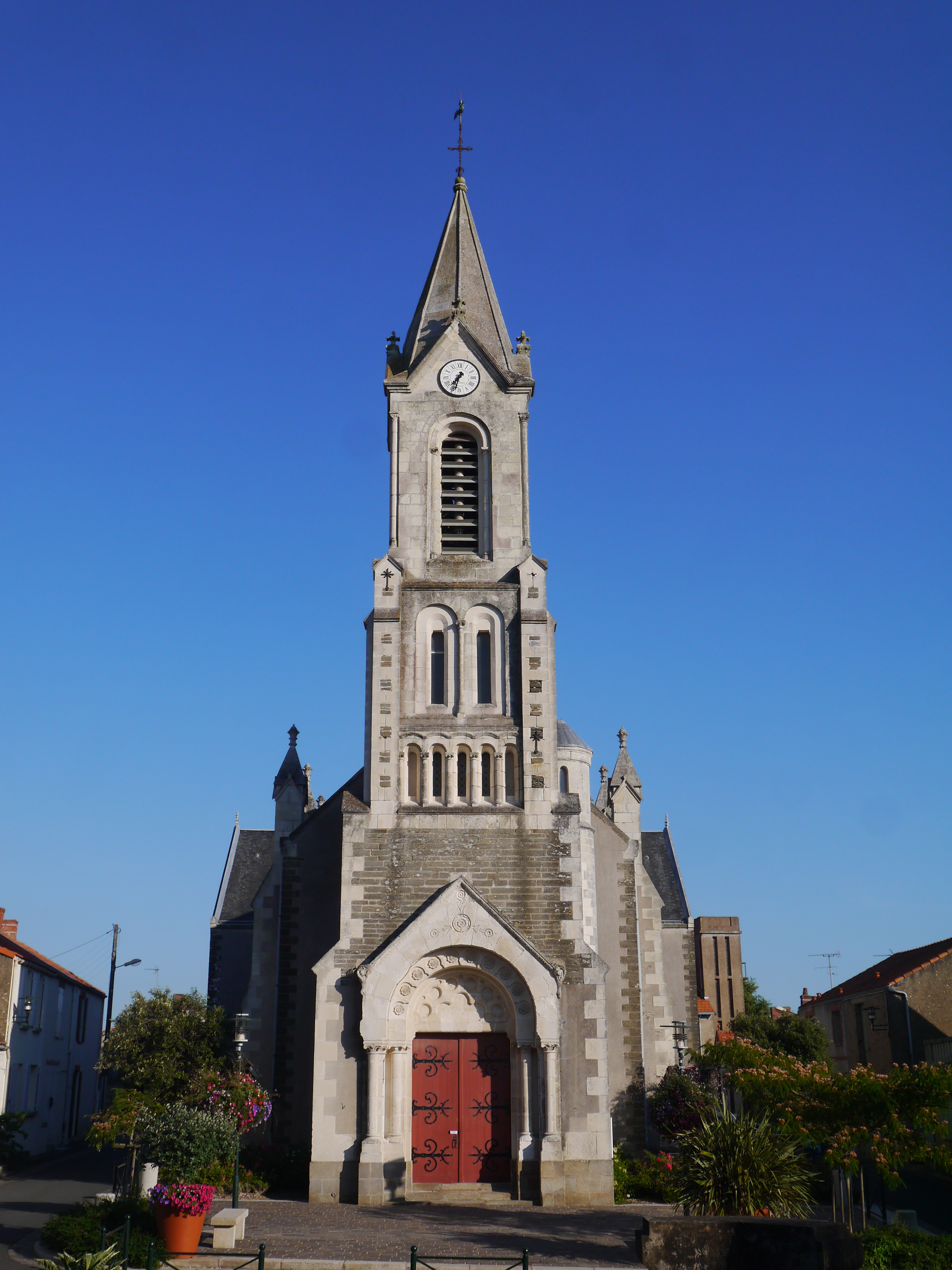
Kirche Notre-Dame de Bon-Secours

- Hafen Saint-Jacques
- Strand

## Verkehr
La Bernerie-en-Retz liegt an der Bahnstrecke Sainte-Pazanne–Pornic und wird mit TER-Zügen aus Pornic und Nantes bedient.

## Persönlichkeiten
- Edgard Maxence (1871–1954), Maler des Symbolismus